# Bubo virginianus
Il gufo della Virginia o gufo reale della Virginia (Bubo virginianus Gmelin, 1788) è un grande rapace notturno della famiglia degli Strigidi.

## Descrizione
Misura da 50 a 66 cm, pesa dai 675 ai 2500 grammi e ha un'apertura alare di 140–170 cm. È il gufo più grande del continente americano. Ha una corporatura molto robusta con piedi grandi e artigli affilati. Il piumaggio è vario, ma sempre di tonalità brune tranne sulla gola che è sempre bianca. Si va dal marroncino chiaro, quasi biancastro, delle sottospecie che vivono più a nord, al bruno scuro di quelle che vivono nelle foreste. In tutti i casi comunque il piumaggio è striato di nero dal capo alla coda. Il becco è adunco, gli occhi giallo chiaro, ma il tratto distintivo di questo gufo sono i grandi ciuffi di piume sulle orecchie.

## Distribuzione e habitat
Vive in tutto il continente americano dal Canada fino al Cile e all'Argentina (è stato avvistato anche vicino allo Stretto di Magellano e più a sud sulle isole della Georgia del Sud e sulle Sandwich Australi), con l'esclusione delle zone polari, del fitto della foresta amazzonica e di alcune isole dei Caraibi.
Il largo areale permette al gufo della Virginia di frequentare posti assai diversi tra loro. Principalmente lo si incontra nei fitti boschi di conifere o di latifoglie, ma è presente anche lungo burroni e canyon rocciosi, nel deserto e nella taiga canadese, ad altezze variabili ma anche in alta montagna.

## Biologia

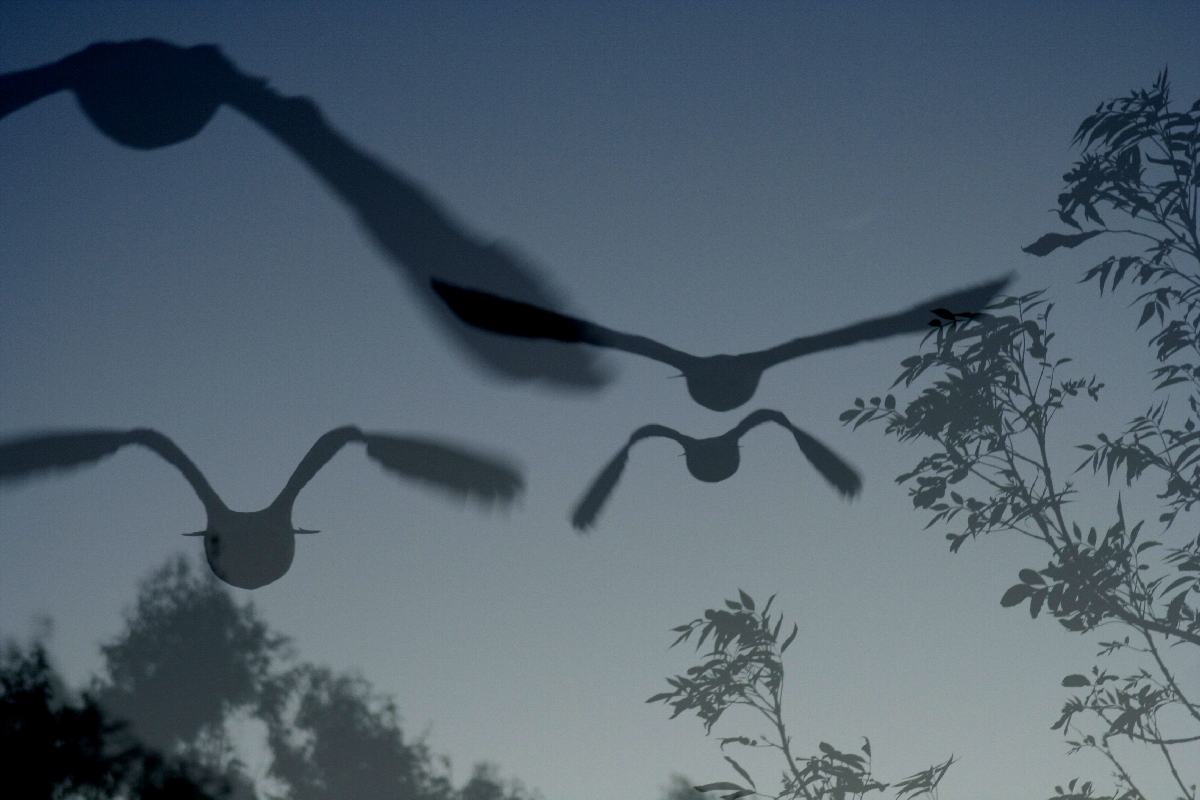
Gufi della Virginia in volo

È un rapace stanziale e solitario, fortemente territoriale. Difende assiduamente i propri territori di caccia e di nidificazione, non esitando ad attaccare qualsiasi intruso, compreso l'uomo. Sebbene veda anche di giorno, diviene attivo soprattutto la notte sia perché la vista è migliore, sia perché le prede del gufo sono animali notturni. Il volo è silenzioso, grazie alle soffici piume, ed inoltre è dotato di un udito eccellente. Al contrario, l'olfatto è estremamente limitato, quasi assente, il che lo rende capace di cacciare le moffette senza temere le secrezioni dall'odore nauseabondo che usano come difesa. I piccoli se si sentono minacciati gonfiano il piumaggio per sembrare più grandi e minacciosi.

### Alimentazione
Il gufo della Virginia, come gli altri gufi, è un carnivoro. Si nutre solitamente di piccoli mammiferi come conigli, topi, scoiattoli, marmotte, moffette e ratti. Mangia anche altri uccelli di piccole e grandi dimensioni come quaglie e anatre, o oche e tacchini, e talvolta persino altri gufi. Non disdegna rane e altri anfibi, rettili e raramente anche insetti. Le parti non digeribili delle prede, come ossa e piume, vengono rigettate sotto forma di borre.

### Riproduzione

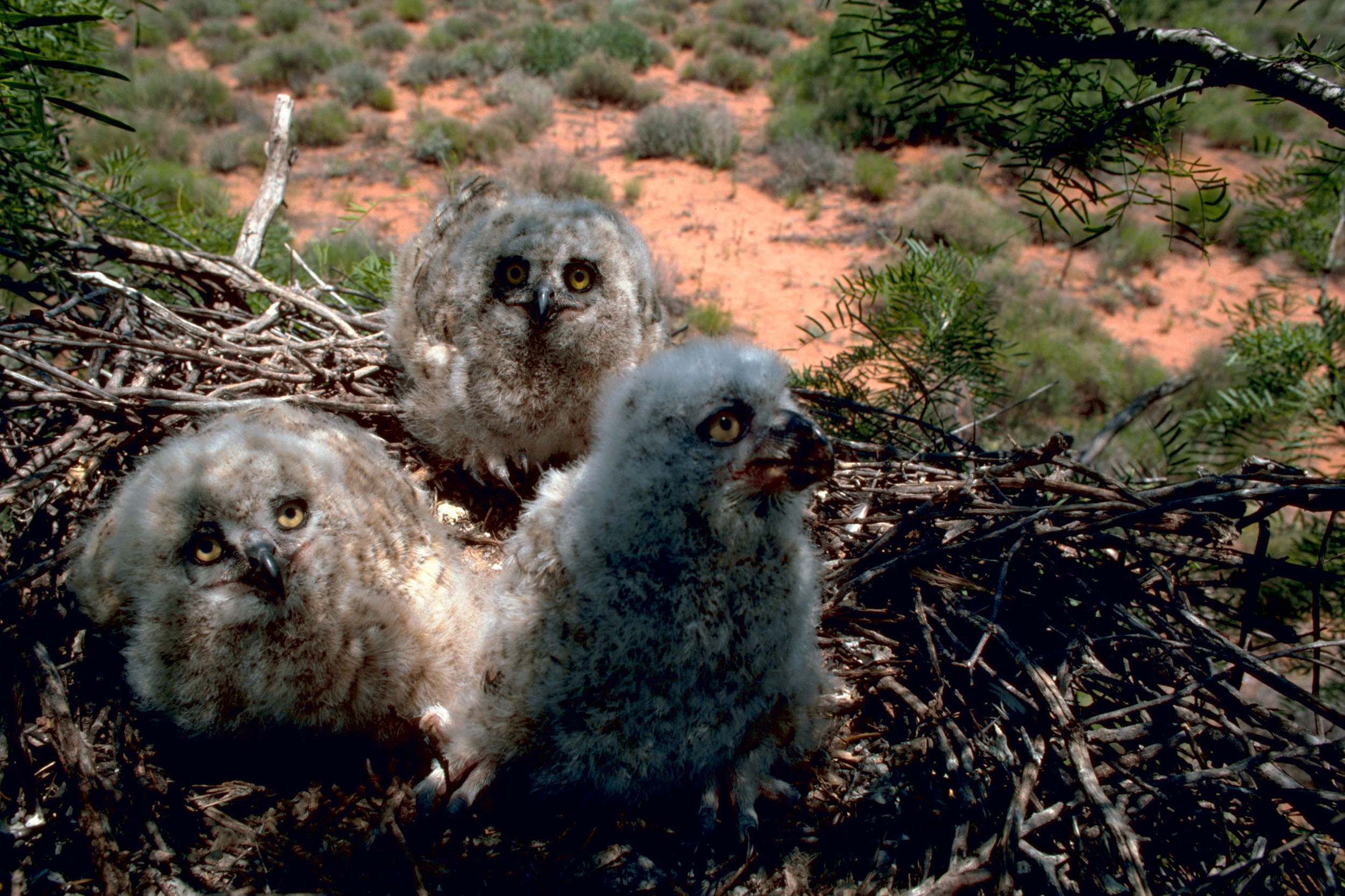
Tre piccoli nel nido

Il periodo riproduttivo del gufo della Virginia inizia tra gennaio e i primi di febbraio. Maschi e femmine diventano molto loquaci, modulando una certa quantità di note per attrarre il partner. Una volta accoppiati, la femmina depone da una a cinque (in genere due o tre) uova nella cavità di un albero o nei nidi abbandonati di altri uccelli. Il periodo di incubazione delle uova è di circa 30 giorni, dopodiché i genitori accudiranno i piccoli per oltre un mese dopo l'impiumazione che avviene ai due mesi dalla schiusa.

## Sistematica
Esistono 14 sottospecie di Bubo virginianus:
- B. v. algistus (Oberholser, 1904)
- B. v. lagophonus (Oberholser, 1904)
- B. v. saturatus Ridgway, 1877
- B. v. pacificus Cassin, 1854
- B. v. subarcticus Hoy, 1853
- B. v. pallescens Stone, 1897
- B. v. pinorum Dickerman & Johnson, AB, 2008
- B. v. heterocnemis (Oberholser, 1904)
- B. v. virginianus (Gmelin, JF, 1788)
- B. v. elachistus Brewster, 1902
- B. v. mayensis Nelson, 1901
- B. v. mesembrinus (Oberholser, 1904)
- B. v. nigrescens Berlepsch, 1884
- B. v. nacurutu (Vieillot, 1817)